# Kaltippi, Jamkhandi
Kaltippi là một làng thuộc tehsil Jamkhandi, huyện Bagalkot, bang Karnataka, Ấn Độ.